# Frances-Marie Uitti
 (avril 2024).
Si vous disposez d'ouvrages ou d'articles de référence ou si vous connaissez des sites web de qualité traitant du thème abordé ici, merci de compléter l'article en donnant les références utiles à sa vérifiabilité et en les liant à la section « Notes et références ».
Frances-Marie Uitti (née en 1946 à Chicago) est une violoncelliste et compositrice américaine, membre du courant nouvelle musique et connue en particulier pour son utilisation de deux archets en même temps.

## Biographie

### Premières années
Frances-Marie Uitti est diplômée de Berkeley High Scool en 1964, puis elle étudie la musique classique à l'université de Boston sous l'enseignement de Leslie Parnas et à l'université du Texas sous celui de George Neikrug.

### Séjour européen
Elle suit les cours à l'académie musicale Chigiana de Sienne, en Italie. Elle y remporte deux années de suite le premier prix. Elle suit l'enseignement d'André Navarra. À partir de 1975, elle habite Rome où elle participe régulièrement à des improvisations avec Giacinto Scelsi. Elle transcrit et interprète ses œuvres, poursuivant ses collaborations avec lui jusqu'à sa mort en 1988. Elle s'installe ensuite à Amsterdam. Elle travaille avec John Cage, avec Iannis Xenakis.

### Retour au pays
À son retour aux USA, Frances-Marie Uitti donne des cours dans les universités de Berkeley et de San Diego. Elle est professeur à Oberlin Conservatory of Music pendant 2 ans.
Elle enseigne dans les universités de Yale, Princeton, Stanford, université de l'Illinois, ainsi qu'une bourse pour enseigner lors d'une résidence à l'université Harvard.

## Technique

### Technique du double archet
Frances-Marie Uitti commence à utiliser deux archets sur un seul violoncelle. Elle est capable de produire des accords à 2, 3 et 4 voix, et donc une polyphonie très complexe, et également de jouer du legato et du staccato en même temps. Elle peut aussi atteindre des cordes non adjacentes, certaines proches du chevalet et d'autre de la touche.
Les compositeurs György Kurtág, Luigi Nono, Jonathan Harvey, Ernstalbrecht Stiebler et Richard Barrett ont pris en compte cette technique et lui ont dédié des œuvres pour violoncelle à double archet.

### Vocal
Frances-Marie Uitti ajoute la voix à son répertoire lorsque Louis Andriessen compose une pièce pour elle nommée (it) « La Voce ». Par la suite, James Tenney compose le concerto (en) « Ain't I a Woman? », David Dramm compose (en) « Crosshair », Rodney Sharman (en) « The Ecstasy of St. Teresa », Vinko Globokar « Janus » et William Kirkpatrick (en) « Stations of the Cross ».

### Compositrice
En 1990, à la Ars Electronica, elle présente ses propres compositions, basées sur le Somnium de Kepler, dans lesquelles la géométrie de son écriture est adaptée à sa composition à l'aide de violoncelles étendus et désaccordés et de l'électronique.

## Renommée internationale
Durant plusieurs décennies, Frances-Marie Uitti donne des concerts à travers le monde entier, des USA, l'Europe, le Canada, la Corée, le Japon... Elle est notamment présente régulièrement au Holland Festival.
Son essai Contemporary Music Review est publié aux éditions Cambridge University Press.